# Sabrina Carpenter

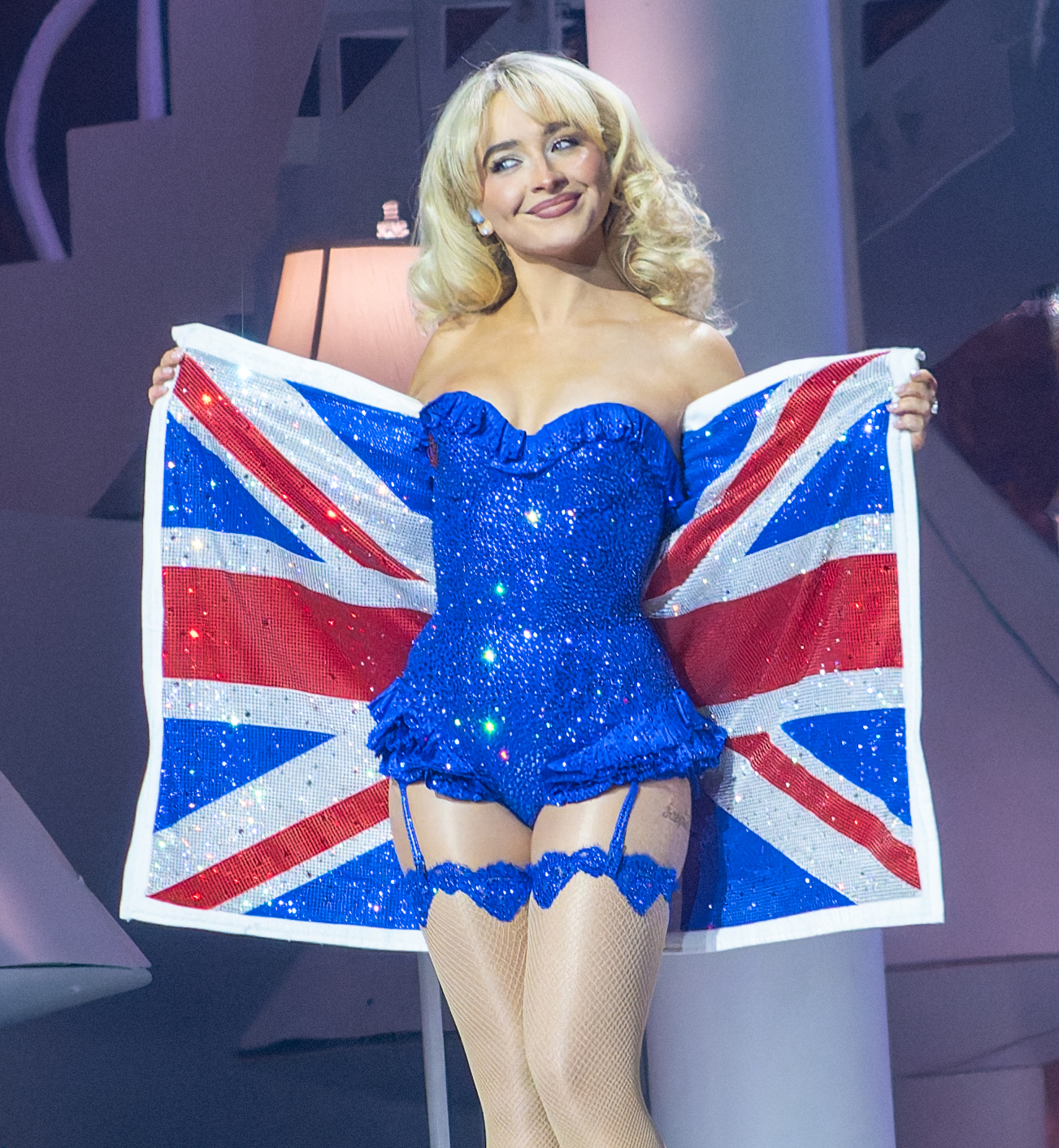
Sabrina Carpenter (2025)

Sabrina Annlynn Carpenter (* 11. Mai 1999 in Quakertown, Pennsylvania) ist eine US-amerikanische Schauspielerin und Sängerin. Von 2014 bis 2017 spielte sie eine Hauptrolle in der Disney-Serie Das Leben und Riley. Sie war von 2014 bis 2020 beim Musiklabel Hollywood Records unter Vertrag, bei dem sie vier Alben veröffentlichte. Seit 2021 ist sie bei Island Records unter Vertrag.

## Leben
Sabrina Annlynn Carpenter wurde am 11. Mai 1999 in Quakertown, Pennsylvania, als Tochter von David und Elizabeth Carpenter geboren und wuchs in East Greenville auf. Ihre Tante ist die Synchronsprecherin Nancy Cartwright. Sie hat österreichische Wurzeln. Sabrina Carpenter hat drei ältere Schwestern und wurde zu Hause unterrichtet. Im Alter von etwa 10 Jahren begann sie, Videos auf YouTube zu veröffentlichen, in denen sie Christina-Aguilera- und Adele-Songs sang. Ihr Vater baute ihr ein Aufnahmestudio, um ihre Leidenschaft für Musik zu fördern. Im Jahr 2009 belegte sie den dritten Platz in einem Gesangswettbewerb, dem „The Next Miley Cyrus Project“, der von Miley Cyrus geleitet wurde.

## Schauspielkarriere
Ihren ersten Fernsehauftritt hatte Sabrina Carpenter im Januar 2011 in der Krimiserie Law & Order: Special Victims Unit. Dort spielte sie ein junges Opfer, das vom Detective Elliot Stabler (Christopher Meloni) befragt wurde. Ungefähr zur selben Zeit trat sie live beim Gold Mango Audience Festival auf, das in China auf dem Fernsehsender Hunan Broadcasting System etwa 11 Millionen Zuschauer hatte. Sie trat mit dem Lied Something's Got a Hold on Me auf, das ursprünglich 1963 von Etta James aufgenommen wurde. 2012 wurde Carpenter für eine wiederkehrende Rolle in der Comedyserie The Goodwin Games als junge Chloe ausgewählt, außerdem spielte sie Rollen in den Piloten der Serien Gulliver Quinn vom Disney Channel und The Unprofessional von ABC. Sie war eine der Haupttänzer in dem Computerspiel Just Dance Kids 2. 2013 war Carpenter in dem kanadischen Fantasyfilm Horns, in dem Daniel Radcliffe die Hauptrolle spielt, als junge Merrin zu sehen. Des Weiteren hatte sie mehrere Gastauftritte in Sendungen wie Austin und Ally und Soy Luna oder auch Orange Is the New Black.
Ihre erste Hauptrolle in einer Serie erhielt sie in der Disney-Channel-Sitcom Das Leben und Riley, der Fortsetzung der ABC-Serie Das Leben und Ich, die von 1993 bis 2000 lief. Dort spielte sie die rebellische Maya Hart, die beste Freundin von Riley (Rowan Blanchard). Die Serie lief vom 27. Juni 2014 bis zum 20. Januar 2017 auf dem Disney Channel, mit insgesamt 72 Episoden in 3 Staffeln.
Am 24. Juni 2016 erschien der Disney Channel Original Movie Die Nacht der verrückten Abenteuer, in dem sie an der Seite von Sofia Carson die Hauptrolle Jenny Parker verkörpert. Die deutsche Erstausstrahlung erfolgte am 24. Juli auf Disney Cinemagic. Im selben Jahr übernahm sie die Rolle der Melissa Chase in der Zeichentrickserie Schlimmer geht’s immer mit Milo Murphy.
2018 spielte sie als Hailey in dem Kinofilm The Hate U Give mit. Darauf folgten der Film Wie Jodi über sich hinauswuchs und der Tanzfilm Work It für Netflix. In dem 2020 erschienenen Disney+-Film Clouds spielte sie die Rolle Samantha Brown.

## Musikkarriere

### Erste Erfahrungen (2010–2013)
Sabrina Carpenter nahm 2010 an einem Musikwettbewerb auf Miley Cyrus’ Internetseite teil und wurde Dritte. Sie sang das Lied Smile auf dem Album Disney Fairies: Faith, Trust and Pixie Dust, welches zum Soundtrack des Märchenfilms Das Geheimnis der Feenflügel gehört. Das Lied kam in die Charts von Radio Disney. Weiterhin war sie auf dem Soundtrack zu Sofia die Erste – Auf einmal Prinzessin zu hören.

### Can’t Blame a Girl for Trying und Debütalbum (2014–2016)
Sabrina Carpenters Debütsingle Can’t Blame a Girl for Trying wurde am 14. März 2014 auf Radio Disney und am selben Tag auf iTunes veröffentlicht. Das Lied wurde unter anderem von Meghan Trainor geschrieben. Die gleichnamige EP kam am 8. April auf den Markt und erreichte Platz 37 der Heatseeker-Charts. 2014 nahm sie zusammen mit dem Disney Circle of Stars eine Coverversion des Liedes Do You Want to Build a Snowman? aus dem Film Die Eiskönigin – Völlig unverfroren auf.
Ihr erstes Album Eyes Wide Open kam am 14. April 2015 auf den Markt. Mit der Single Can’t Blame a Girl for Trying gewann sie 2015 einen Radio Disney Music Award in der Kategorie Bester Song für Verliebte (engl. Best Crush Song). Des Weiteren gewann sie im Jahr 2016 mit ihrem Song Eyes Wide Open bei den Radio Disney Music Awards 2016 in der Kategorie Beste Hymne (engl. Best Anthem).

### Evolution (2016–2017)
Am 19. Februar 2016 erschien ihre Single Smoke and Fire, welche die erste Single zu ihrem zweiten Album sein sollte, jedoch schaffe es das Lied nicht in ihr zweites Album. Das Musikvideo zu Smoke and Fire erschien am 11. März 2016. Zusammen mit Sofia Carson erschien am 3. Juni 2016 das Lied Wildside für ihren gemeinsamen Film Die Nacht der verrückten Abenteuer. Carpenters zweites Album Evolution erschien am 14. Oktober 2016. Das Album schaffte es auf den 28. Platz der Billboard Hot 200 Charts mit 11.500 verkauften Einheiten in der ersten Woche. Mit dem Album erschienen die Singles On Purpose und Thumbs, wovon die letztere Platinum erreichte für über eine Million verkaufte Einheiten in den USA.
2017 nahm sie das Intro für die Disney-Channel-Sendung Story of Andi auf. Am 21. Mai 2017 kam sie mit ihrer Evolution Tour nach Deutschland. Ihre Single Why erschien am 7. Juli 2017. Das Lied erreichte Gold-Status in den USA für über 500.000 verkaufte Einheiten in dem Land.

### Singular Act 1&2 (2018–2020)
Im Jahr 2018 war sie bei den RDMAs mit ihrem Song Why in der Kategorie Bester Song für Verliebte (engl. Best Crush Song) nominiert, verlor jedoch gegen Ed Sheeran. Am 6. Juni 2018 erschien Almost Love, die erste Single für ihr Projekt Singular, welches aus zwei Alben namens Singular: Act 1 und Singular: Act 2 besteht. Die zweite Single für Singular: Act 1 erschien am 9. November und heißt Sue Me. Das Lied erreichte 2020 Gold-Status in den USA. Ihr drittes Album Singular: Act 1, welches am selben Tag erschien, erreichte den 103. Platz der US-Albumcharts. Die Singular Tour startete am 2. März 2019 und endete am 11. April 2019.
Am 8. März 2019 erschien Pushing 20 als die erste Single für ihr viertes Album Singular: Act 2, welches sie schon zuvor bei ihrer Singular Tour vorstellte. Am 21. März 2019 erschien das Lied On My Way zusammen mit Alan Walker und Farruko, mit dem sie es unter anderem in den deutschen Singlecharts schaffte. Die zweite Single namens Exhale veröffentlichte Carpenter am 3. Mai 2019 und das dazugehörige Musikvideo erschien am 17. Mai 2019. Als finale Single erschien In My Bed am 7. Juni 2019. Das Album Singular: Act 2 erschien am 19. Juli 2019.
Am 14. Februar 2020 erschien zum Valentinstag das Lied Honeymoon Fades. Für den Film Work It, in dem sie die Hauptrolle spielt, erschien der Song Let Me Move You am 24. Juli 2020. Aufgrund des Erfolgs des Filmes veröffentlichte Zara Larsson gemeinsam mit Sabrina Carpenter im September 2020 eine Remix-Version für ihren Song WOW, der im Soundtrack von Work It enthalten ist.

### Island Records und Emails I Can’t Send (2021–2023)
Sabrina Carpenter verließ ihr Label Hollywood Records und unterschrieb einen neuen Plattenvertrag bei Island Records. Ihre erste Single bei ihrem neuen Label heißt Skin und erschien am 22. Januar 2021. Es gab viele Spekulationen, dass das Lied eine Anspielung auf Olivia Rodrigos Lied Drivers License ist, was aber von Carpenter nicht bestätigt wurde.
Am 9. September 2021 erschien die erste Single ihres fünften Albums, Skinny Dipping. Carpenter sang das Lied bei der The Tonight Show Starring Jimmy Fallon. Die zweite Single Fast Times wurde am 18. Februar 2022 zusammen mit dem Musikvideo veröffentlicht. Das dazugehörige Album Emails I Can’t Send wurde am 30. Juni von Carpenter bekanntgegeben, sowie die dritte Single Vicious, welche am darauffolgenden Tag erschien. Das Album erschien am 15. Juli 2022 zusammen mit der Single because i liked a boy. In der Debütwoche verkaufte sich das Album über 18.000 mal in den Vereinigten Staaten und platzierte sich somit auf Platz 23. Es ist ihr derzeit höchst platziertes Album in den (The Billboard 200) Charts.
Zur Promotion der Single Because I Liked a Boy gehörte unter anderem der Auftritt am 31. August 2022 bei der The Late Late Show with James Corden. Die Emails I Can‘t Send Tour startete am 29. September 2022 in Nordamerika. Ein Musikvideo für das Lied Nonsense erschien am 10. November 2022, am 7. Dezember wurde es als fünfte Single des Albums ausgekoppelt. Sie sang Nonsense unter anderem bei der Jimmy-Kimmel-Live!-Sendung.

### Short n’ Sweet (ab 2024)
Im März 2024 war Sabrina Carpenter auf der Single You Need Me Now? der norwegischen Sängerin Girl in Red zu hören. Am 11. April veröffentlichte sie die Single Espresso, die am nächsten Tag auf dem Coachella Valley Music and Arts Festival aufgeführt wurde. Sie erreichte Platz eins der Billboard Global 200, Platz drei der Billboard Hot 100 und gewann den MTV Video Music Award für den Song des Jahres. Mit 1,6 Milliarden Streams war Espresso Ende 2024 der zweitmeistgestreamte Song auf Spotify. Am 6. Juni folgte ihre zweite Single Please Please Please, die ihr erster Nummer-eins-Hit in den USA wurde. Carpenter war die erste weibliche Künstlerin, die drei Wochen in Folge die Plätze eins und zwei der britischen Single-Charts belegte.
Am 23. August veröffentlichte sie ihr sechstes Studioalbum Short n’ Sweet, das mit 362.000 verkauften Einheiten in der ersten Woche auf Platz eins der Billboard 200 debütierte. Alle Songs des Albums erreichten die Top 50 der Billboard Hot 100. Bei den Grammy Awards 2025 erhielt Carpenter sechs Nominierungen, darunter als „Best New Artist“. Das Album wurde für „Best Pop Vocal Album“ und „Album of the Year“ nominiert. Die dritte Single Taste debütierte auf Platz zwei der Hot 100, was Carpenter zur ersten Künstlerin seit den Beatles machte, die ihre ersten drei Top-5-Hits in derselben Woche chartete. Die ersten drei Singles blieben sieben Wochen lang gleichzeitig in den Top 10, ein Rekord für eine weibliche Künstlerin. Carpenter verbrachte zudem 20 Wochen auf Platz eins der britischen Single-Charts, und Taste wurde der am längsten an der Spitze platzierte Song des Jahres 2024 in Großbritannien.
Im September trat Carpenter bei Christina Aguileras Spotify-Special zum 25-jährigen Jubiläum ihres Debütalbums auf und sang What a Girl Wants im Duett. Sie startete ihre erste Arena-Tour, die Short n’ Sweet Tour, und produzierte ein Netflix-Weihnachtsspecial, A Nonsense Christmas with Sabrina Carpenter, das am 6. Dezember erschien und Duette mit Künstlern wie Chappell Roan, Tyla und Shania Twain enthielt.
Am 5. Juni 2025 veröffentlichte Carpenter die Single Manchild.

## Filmografie (Auswahl)
- 2011: Law & Order: Special Victims Unit (Fernsehserie, Episode 12x12)
- 2012: Gulliver Quinn (Fernsehfilm)
- 2012: Phineas und Ferb (Phineas and Ferb, Fernsehserie, Episode 3x27, Stimme)
- 2012: The Unprofessional (Fernsehfilm)
- 2012: Noobz
- 2013–2018: Sofia die Erste – Auf einmal Prinzessin (Sofia the First, Fernsehserie, 16 Episoden, Stimme)
- 2013: The Goodwin Games (Fernsehserie, 5 Episoden)
- 2013: Orange Is the New Black (Webserie, Episode 1x09)
- 2013: Horns
- 2013: Austin & Ally (Fernsehserie, Episode 2x24)
- 2014–2017: Das Leben und Riley (Girl Meets World, Fernsehserie, 72 Episoden)
- 2016: Die Nacht der verrückten Abenteuer (Adventures in Babysitting, Fernsehfilm)
- 2016–2019: Schlimmer geht’s immer mit Milo Murphy (Milo Murphy's Law, Fernsehserie, 40 Episoden, Stimme)
- 2017: Soy Luna (Fernsehserie, Episoden 138–139)
- 2018: The Hate U Give
- 2019: The Short History of the Long Road
- 2019: Wie Jodi über sich hinauswuchs (Tall Girl)
- 2020: Work It
- 2020: Clouds
- 2022: Emergency
- 2022: Wie Jodi über sich hinauswuchs 2 (Tall Girl 2)

## Diskografie
Studioalben

| Jahr | Titel Musiklabel                         | Höchstplatzierung, Gesamtwochen, AuszeichnungChartplatzierungen (Jahr, Titel, Musiklabel, Platzierungen, Wochen, Auszeichnungen, Anmerkungen) | Höchstplatzierung, Gesamtwochen, AuszeichnungChartplatzierungen (Jahr, Titel, Musiklabel, Platzierungen, Wochen, Auszeichnungen, Anmerkungen) | Höchstplatzierung, Gesamtwochen, AuszeichnungChartplatzierungen (Jahr, Titel, Musiklabel, Platzierungen, Wochen, Auszeichnungen, Anmerkungen) | Höchstplatzierung, Gesamtwochen, AuszeichnungChartplatzierungen (Jahr, Titel, Musiklabel, Platzierungen, Wochen, Auszeichnungen, Anmerkungen) | Höchstplatzierung, Gesamtwochen, AuszeichnungChartplatzierungen (Jahr, Titel, Musiklabel, Platzierungen, Wochen, Auszeichnungen, Anmerkungen) | Anmerkungen                                                 |
| Jahr | Titel Musiklabel                         | DE | AT | CH | UK | US | Anmerkungen                                                 |
| ---- | ---------------------------------------- | --- | --- | --- | --- | --- | ----------------------------------------------------------- |
| 2015 | Eyes Wide Open Hollywood Records (UMG)   | — | — | — | — | US43 (4 Wo.)US | Erstveröffentlichung: 14. April 2015                        |
| 2016 | EVOLution Hollywood Records (UMG)        | — | — | — | — | US28 (1 Wo.)US | Erstveröffentlichung: 14. Oktober 2016                      |
| 2018 | Singular: Act I Hollywood Records (UMG)  | — | — | — | — | US103 (1 Wo.)US | Erstveröffentlichung: 9. November 2018                      |
| 2019 | Singular: Act II Hollywood Records (UMG) | — | — | — | — | US138 (1 Wo.)US | Erstveröffentlichung: 19. Juli 2019                         |
| 2022 | Emails I Can’t Send Island Records (UMG) | — | — | CH68 (1 Wo.)CH | UK40 Gold · (58 Wo.)UK | US23 Platin · (88 Wo.)US | Erstveröffentlichung: 15. Juli 2022 Verkäufe: + 1.170.000   |
| 2024 | Short n’ Sweet Island Records (UMG)      | DE3 (… Wo.)DE | AT1 (… Wo.)AT | CH1 (… Wo.)CH | UK1 ×2Doppelplatin · (… Wo.)UK | US1 ×3Dreifachplatin · (… Wo.)US | Erstveröffentlichung: 23. August 2024 Verkäufe: + 4.407.000 |